# Gare de La Méaugon
La gare de La Méaugon est une gare ferroviaire française de la ligne de Paris-Montparnasse à Brest, située sur le territoire de la commune de La Méaugon, dans le département des Côtes-d'Armor en région Bretagne.
C'est une halte de la Société nationale des chemins de fer français (SNCF) desservie par des trains express régionaux TER Bretagne circulant entre Saint-Brieuc et Lannion ou Guingamp.

## Situation ferroviaire
Établie à 126 m d'altitude, la gare de La Méaugon est située au point kilométrique (PK) 481,158 de la ligne de Paris-Montparnasse à Brest entre les gares de Saint-Brieuc et Plouvara - Plerneuf.

## Fréquentation
De 2015 à 2023, selon les estimations de la SNCF, la fréquentation annuelle de la gare s'élève aux nombres indiqués dans le tableau ci-dessous.
| Année     | 2015 | 2016 | 2017 | 2018 | 2019 | 2020 | 2021 | 2022 | 2023 |
| --------- | ---- | ---- | ---- | ---- | ---- | ---- | ---- | ---- | ---- |
| Voyageurs | 45   | 7    | 9    | 141  | 672  | 803  | 546  | 86   | 15   |

## Service voyageurs

### Accueil
Halte SNCF, c'est un point d'arrêt non géré (PANG) disposant de panneaux d'informations et d'abris de quais.

### Desserte
La Méaugon est desservie par des trains TER Bretagne qui circulent entre Saint-Brieuc et Lannion ou Guingamp.